# Prígorodni (Vladímir)
|  | Per a altres significats, vegeu «Prígorodni». |

Prígorodni (en rus: Пригородный) és un poble de l'óblast de Vladímir, a Rússia, segons el cens del 2010 tenia 414 habitants. Pertany al districte municipal de Iúriev-Polski.